# Vụ xả súng tại Trường Trung học Santa Fe
Mười người chết và mười người bị thương tại Trường Trung học Santa Fe ở Texas, sau khi một tay súng đã khai hỏa tại trường vào ngày 18 tháng 5 năm 2018. Ít nhất 13 người trong vụ xả súng đã được điều trị tại những bệnh viện ở Texas, trong đó có 8 học sinh. Sáu trong tám học sinh đã được xuất viện. Một bệnh nhân đang trong tình trạng tốt dự kiến sẽ ở lại viện trong vài ngày.
Nghi phạm là Dimitrios Pagourtzis, 17 tuổi đã bị bắt.

## Xả súng
Kẻ giết người bắt đầu bắn vào một lớp học nghệ thuật tại trường vào khoảng 7:40 giờ sáng CDT.] Nhiều loại thiết bị nổ đã được tìm thấy ở trường và ngoài khuôn viên trường. Cảnh sát trưởng Santa Fe Jeff Powell nói "Đã có các thiết bị nổ được tìm thấy bên trong trường trung học, và ở các khu vực lân cận liền kề..." và nói với các cư dân trong khu vực xung quanh cần thận trọng với tất cả các vật thể đáng ngờ. Một nguyên do có thể xảy ra nói rằng sát thủ thừa nhận rằng anh ta đã tha thứ cho những học sinh mà anh thích, và có ý đồ giết những người hắn bắn.
Cảnh sát trưởng Quận Harris Ed Gonzalez báo cáo mười trường hợp tử vong và nhiều thương tích bao gồm hai viên chức thực thi pháp luật.
Những người đã chết bao gồm giáo viên Cynthia Tisdale và Ann Perkins, sinh viên trao đổi của Pakistan là Sabika Sheikh, và các học sinh địa phương Shana Fisher, Kyle McLeod, Angelique Ramirez, Chris Stone và Kim Vaughan.
Theo các nhà chức trách, hai vũ khí, một khẩu súng ngắn và khẩu súng lục 38 đã được sử dụng. Cả hai vũ khí dường như được cha của nghi phạm sở hữu hợp pháp.

## Nghi phạm
Nghi phạm xả súng đã được xác định là Dimitrios Pagourtzis, người bị thương trong vụ xả súng. Pagourtzis sinh ra trong một gia đình nhập cư Hy Lạp. Một trong những giáo viên trước đây của Pagourtzis mô tả Pagourtzis là "ít nói, nhưng không thực sự yên tĩnh một cách đáng sợ." Theo ít nhất một nhân chứng, Pagourtzis là nạn nhân bị nhiều học sinh và huấn luyện viên bắt nạt.
Thầy giáo cũng nói rằng chưa bao giờ thấy học sinh này vẽ hay viết bất cứ thứ gì trong nhật ký lớp học của mình mà có vẻ nghi ngờ hay bất thường. Các giấy tờ cá nhân của Pagourtzis, được tìm thấy sau vụ xả súng khi các nhà cầm quyền truy cập vào máy tính và điện thoại di động của Pagourtzis, cho biết Pagourtzis cảm thấy muốn tự tử, theo thống đốc Texas Greg Abbott.
Pagourtzis đã được đưa vào nhà tù hạt Galveston với mười cáo buộc giết người cùng với các tội tấn công nghiêm trọng và không được bảo lãnh.

## Phản ứng
Tổng thống Hoa Kỳ Donald Trump bày tỏ chia buồn trong một cuộc họp báo ngay sau khi vụ việc xảy ra, và tuyên bố rằng  “chính quyền của ông quyết tâm làm mọi thứ trong phạm vi cho phép để bảo vệ các học sinh của chúng ta”. Bộ trưởng Giáo dục Hoa Kỳ Betsy DeVos nói rằng các trường học phải là "môi trường an toàn và nuôi dưỡng" và "chúng tôi chỉ đơn giản là không thể cho phép xu hướng này tiếp tục."
Lãnh đạo Đảng Dân chủ và Hạ viện Hoa Kỳ Nancy Pelosi cũng đã đưa ra một tuyên bố về vụ nổ súng. "Sáng nay, đất nước chúng ta đau khổ vì vụ giết người khủng khiếp đối với những đứa trẻ vô tội và một giáo viên tại trường trung học Santa Fe. Tất cả người Mỹ đều đau buồn vì những người đã bị mất người thân do bi kịch này, và những lời cầu nguyện của chúng tôi hướng tới gia đình và những người thân của những người bị thương. Chúng ta đều biết ơn những người phản ứng đầu tiên, vì sự dũng cảm và chủ nghĩa anh hùng của họ đã khiến số người chết không tăng thêm nữa. "
Người tổ chức của March for Our Lives tuyên bố rằng, "gửi các học sinh và giảng viên của trường Trung học Santa Fe, chúng tôi ở bên bạn".
Thống đốc Texas Greg Abbott nói trong một cuộc họp báo rằng cuộc tấn công này là "một trong những cuộc tấn công ghê tởm nhất mà chúng tôi từng thấy trong lịch sử của các trường Texas."